# Orion (Kremmen)
Orion ist ein Gemeindeteil der Stadt Kremmen im Landkreis Oberhavel in Brandenburg.

## Geografische Lage
Der Gemeindeteil liegt südwestlich des Stadtzentrums und dort nördlich der Kreuzung der Landstraßen 170 und 162. Westlich liegt der weitere Gemeindeteil Kuhsiedlung, südlich der Gemeindeteil Charlottenau.